# The 3rd Planetary Chronicles（第三惑星年代記）
『The 3rd Planetary Chronicles (第三惑星年代記)』は2015年9月25日にイギリスで発売された日本のプログレッシヴ・バンドYuka & Chronoshipのイギリスデビューアルバムとなる作品。
アルバムジャケットならびにブックレットデザインを手掛けたのは、『拡散』『クーの世界』『ミヨリの森』で知られる漫画家・小田ひで次。
日本盤は2015年10月28日にディスクユニオンより、特典付き（初回盤のみ）で発売された。

## 解説
地球誕生から長い時間を経て人類が誕生し、石器時代、産業革命など様々な歴史を重ね、今や遺伝子操作の時代へ。
本作はサード・アルバムにちなみ、第三惑星 (地球)に起こった技術的・科学的革命をテーマにした壮大なコンセプト・アルバムであり、これまでにリリースした2枚のアルバムをうまく融合させ、さらに進化を遂げたサウンドに仕上がっている。

## 収録曲
1. Birth of the Earth - Collision
2. Stone Age
3. Galileo I - And Yet It Moves ( E Pur Si Muove )
4. Galileo II – Copernican Theory
5. Birth of the Earth - Merger
6. Age of Steam ( I. Pastoral Garden / II. Machine City )
7. Wright Flyer 1903
8. On the Radio
9. Birth of the Earth - Magma Ocean
10. E = c♯m
11. I am Thee  ( Awakening of Cloneroid )
12. Birth of the Earth - Embryonic Planet